# Fyzická vrstva
Fyzická vrstva (anglicky physical layer) je první vrstva modelu vrstvové síťové architektury (OSI). Zajišťuje převod proudu bitů na signál (nejčastěji elektrický) a opačný převod ze signálu na proud bitů. Může provádět aktivaci, udržování a rušení fyzického spoje (např. u komutovaného spojení). Bitový tok může být před převodem na fyzický signál seskupený do kódových slov nebo symbolů.
Protokoly fyzické vrstvy stanovují elektrické vlastnosti rozhraní (napěťové úrovně, průběhy, kmitočty, modulace, rychlosti, elektrické vlastnosti kabelů) a mechanické vlastnosti (tvary, velikosti a zapojení konektorů).
Protože se na úrovni fyzické vrstvy pracuje se signálem, musí být její realizace hardwarová. Na úrovni fyzické vrstvy fungují nejstarší modemy, huby, opakovače (repeater), síťové adaptéry a Hostitelské adaptéry (Host Bus Adapters používané v síťových úložištích NAS). Novější modemy, stejně jako většina síťových karet, ale realizují i úkoly linkové vrstvy.
V přísné interpretaci referenčního modelu OSI vlastní fyzické médium do fyzické vrstvy nepatří.

## Významné funkce a služby fyzické vrstvy
- Poskytuje standardizované rozhraní fyzickému přenosovému mediu včetně:
  - Mechanické specifikace elektrických konektorů a kabelů, například maximální délka kabelu
  - Elektrické specifikace úrovně signálu a impedance
  - Radiové rozhraní včetně elektromagnetického spektra a specifikace intenzity signálu, analogová šířka pásma, atd.
  - Specifikace pro IR přes optické vlákno nebo bezdrátovou IR komunikační linku
- Modulace
- Lineární kódování
- Bitová synchronizace v synchronní sériové komunikaci
- Regulace průtoku v asynchronní sériové komunikaci
- Circuit mód multiplexování
- Carrier Sense pro CSMA/CD, které samotné patří do vrstvy linkové
- Zpracování signálu
- Komunikace sériová nebo paralelní

## Příklady
- fyzická vrstva realizovaná modemy: V.21, V.22, V.22bis, V.26bis, V.27ter, V.32, V.32bis, V.34, V.90, V.92, V.44
- EIA standardy: RS-232, RS-422, RS-423, RS-449, RS-485
- ISDN
- DSL
- T1, E1
- SDH
- 10BASE-T, 10BASE2, 10BASE5, 100BASE-TX, 100BASE-FX, 100BASE-T, 1000BASE-T, 1000BASE-SX
- Bluetooth
- fyzické vrstvy IEEE 802.11 Wi-Fi
- FireWire
- fyzická vrstva IRDA#IrPHY
- fyzická vrstva USB
- G.hn
- CAN bus

## Příklady hardwaru
- Repeater
- Hub
- Modem
- Síťová karta